# Presa de Gardiner
La presa de Gardiner en el río Saskatchewan Sur en Saskatchewan es la más grande presa de materiales sueltos de Canadá y una de las más grandes de este tipo del mundo. La construcción de esta presa y de la más pequeña presa del río Qu'Appelle empezó en 1959 y acabó en 1967, creando el lago Diefenbaker corriente arriba. La presa se alza hasta los 64 metros de altura, tiene caso 5 kilómetros de largo y una anchura de 1,5 kilómetros en su base.
El Parque provincial Danielson tiene propiedad a ambos lafos de las presas. En el extremo noreste está el Parque RV y en el extremo suroeste hay una playa, restaurante y rutas guiadas de la central hidroeléctrica Coteau Creek.
Una planta eléctrica integrada, la central hidroeléctrica Coteau Creek de SaskPower tiene una producción de electricidad neta de 186 MW de electricidad de tres generadores de 62 MW. La autopista 44 cruza el río en la coronación de la presa.
La presa recibe su nombre de un anterior primer ministro de Saskatchewan y durante mucho tiempo ministro del gabinete federal, James G. Gardiner.